# 石井郵便局
石井郵便局（いしいゆうびんきょく）
- 徳島県名西郡石井町にある郵便局。本記事にて記述する。
- 栃木県宇都宮市にある郵便局。局番号は07127。
- 兵庫県佐用郡佐用町にある郵便局。局番号は43283。
- 福島県東白川郡矢祭町にある郵便局。局番号は82144。

石井簡易郵便局（いしいかんいゆうびんきょく）
- 長野県上田市にある簡易郵便局。局番号は11658。

石井郵便局（いしいゆうびんきょく）は、徳島県名西郡石井町にある郵便局。民営化前の分類では集配普通郵便局であった。

## 概要
住所：〒779-3299 徳島県名西郡石井町石井石井495-7
民営化直前の集配業務再編において、多くの集配普通郵便局は統括センターとなったが、当局は配達センターとされたため、民営化後も郵便事業株式会社の支店は併設されず、集配センターが併設された。

### 出張所（局外ATM）
すべて民営化に伴い、ゆうちょ銀行松山支店に移管されている。
- フジグラン石井内出張所（1階ATMコーナー）

## 沿革
- 1874年（明治7年）12月16日 - 石井郵便取扱所として開設[1]。
- 1875年（明治8年）1月1日 - 石井郵便局（五等）となる。
- 1882年（明治15年） - 為替・貯金取扱を開始。
- 1895年（明治28年）2月16日 - 石井郵便電信局となる。
- 1903年（明治36年）4月1日 - 通信官署官制の施行に伴い石井郵便局となる。
- 1956年（昭和31年）8月1日 - 高原郵便局から集配業務を移管[2]。
- 1957年（昭和32年）3月20日 - 高原郵便局から電話交換業務を移管。
- 1962年（昭和37年）6月1日 - 国際電報受付・配達および国内欧文電報受付・配達の各業務を鴨島電報電話局に移管。
- 1964年（昭和39年）3月31日 - 高畑郵便局、浦庄郵便局、高原郵便局から和文電報配達事務を移管。
- 1969年（昭和44年）10月24日 - 電話交換および和文電報配達業務を石井電報電話局に移管。
- 1972年（昭和47年）7月1日 - 特定郵便局から普通郵便局に局種別改定。
- 1978年（昭和53年）11月 - 局舎新築落成。
- 1999年（平成11年） - 外国通貨の両替および旅行小切手の売買に関する業務取扱を開始。
- 2007年（平成19年）10月1日 - 民営化に伴い、併設された郵便事業鴨島支店石井集配センターに一部業務を移管。
- 2012年（平成24年）10月1日 - 日本郵便株式会社発足に伴い、郵便事業鴨島支店石井集配センターを石井郵便局に統合。

## 取扱内容
- 郵便、印紙、ゆうパック、内容証明
- 貯金、為替、振替、振込、国際送金、国債、投資信託
- 生命保険、バイク自賠責保険、自動車保険、変額年金保険
- ゆうちょ銀行ATM
- 名西郡石井町内（〒779-32xx）の集配業務

## 周辺
- 石井町中央公民館
- 石井町立石井小学校

## アクセス
- JR徳島線 石井駅から南東へ200m（徒歩約7分）
- 徳島バス 石井東停留所下車
- 徳島自動車道 藍住ICから南西へ約10km
- 国道192号沿い
- 駐車場あり：10台